# 延津之战
延津之战是东汉建安年间发生在黄河沿岸的一场战事。此战发生在白马之战后不久，也是引发汉献帝建安五年（200年）敌对军阀袁绍和曹操在官渡之战中决战的一系列战斗之一。继袁绍大将颜良在白马之战中阵亡后，袁绍军又一员名将文醜之死更是在官渡之战前大伤了袁绍军的士气。

## 背景
汉献帝建安四年（199年），曹操和袁绍有了正面冲突的迹象，并在建安五年（200年）初的白马之战中开启战端。曹操用計分散了聚集在黎阳渡河攻白马的袁绍主力，解了白马之围，杀了袁绍负责进攻的将领颜良。曹操认为白马并不适合防御，主动放弃在白马的据点，沿河向西转移人口和物资。袁绍渡河追击曹操的运输车队。但曹操并不情愿把官渡和黄河之间的土地都留给敌军。他想抵抗敌军进军，在回援官渡前让敌人付出惨重代价。

## 战役
由于曹操在白马之战中佯攻，袁绍将前锋部队沿河向西面的延津进发。他们很可能在那里渡河且未受曹操军阻拦。此时，袁绍几乎正处在曹操在官渡的防御工事和大本营都城许昌的北面。
曹操军也到了延津，在白马西20里、南50里的南坡屯兵按下了营寨。因曹操营在距离河岸有一段距离的防洪堤坝南侧，当曹操派人哨探袁军动向时，袁绍却看不见曹军。探子起初报告有五六百骑兵在路上，后又报告骑兵稍有增加，步兵不可胜数。曹操不让探子再报，让骑手卸鞍放马。
白马的运输车队出现在堤坝的北侧了，处在了袁绍军的视野内。曹操的一些将官为敌军骑兵众多而不安，建议返回守营。军师荀攸却反对：“这正是我们的诱敌之策！我们怎能离开？”曹操微笑着看了荀攸一眼。
袁绍的骑兵主将文醜和刘备率五六千骑兵相继追来。曹操的军士想上马，曹操不许，直到袁绍的骑兵越来越多并分散开来劫掠物资。这时曹操让军士上马，曹操手下不足600军士跳上马组成骑兵与步兵一同冲击敌军。袁绍军战败，文醜阵亡於軍中。《三國志》並未提到文醜死於何人之手，晉代與唐宋史料與史家則有文醜同樣被關羽斬殺於南坡的說法，同時徐晃亦有參加此役。

## 后果
颜良、文醜是袁绍军中最受认可的将领，却在连续的两场战斗中相继阵亡，使袁绍军受到很大的打擊。
延津得胜后，曹操再无阻碍地带着人口和物资撤回设在官渡的营寨。袁绍紧随其后，在官渡正北的阳武下寨，但他忽略了沮授提出在延津留兵以作警戒的建议，而是将所有渡河的军队聚集在阳武，一场决战一触即发。

## 演义
延津之战为罗贯中的历史小说《三国演义》第26章开篇发生的战斗。在曹操下令冲击文醜军之前，战斗过程与正史很接近。曹操的两员顶尖良将张辽和徐晃追杀文醜军。文醜在马上射出两箭，一箭射去张辽盔缨，一箭正中张辽马的脸。徐晃挥战斧迎战文醜，但文醜军上前来助首领，徐晃只得撤退。
关羽率十二骑截断了文醜逃跑的道路，并和文醜单挑。战不三合，文醜心怯逃走，但关羽的赤兔马很快追上，从背后杀死文醜。
根据史料记载，文醜在乱军中被曹操军所杀，并无其被关羽所杀的记载。